# El Prat Estació
El Prat Estació is een metrostation in Barcelona bij station El Prat de Llobregat. Het station werd geopend op 12 februari 2016 als onder deel van lijn 9 van de metro van Barcelona. Dit is vooralsnog de enige metrolijn die het station aandoet, er bestaan echter plannen om lijn 1 ten westen van Hospital de Bellvitge door te trekken. Daarnaast is ook een westelijke verlenging van lijn 2 gepland via een tunnel onder Mont Juïc. Door deze verlengingen zullen meerdere metrolijnen het station aandoen, de openingsdata voor deze plannen zijn echter nog niet bekend. Het is de bedoeling dat het metrostation samen met het naastgelegen spoorwegstation, waar het zijn naam aan dankt, een OV-knooppunt vormt in het westen van de stad. 
Lijn 9 Zuid
Aeroport T1 · Aeroport T2 · Mas Blau · Parc Nou · Cèntric · El Prat Estació · Les Moreres · Mercabarna · Parc Logístic · Fira · Europa-Fira · Can Tries - Gornal · Torrassa · Collblanc · Zona Universitària
Lijn 9 Noord
La Sagrera · Onze de Setembre · Bon Pastor · Can Peixauet · Fondo · Santa Rosa · Església Major · Singuerlín · Can Zam